# Arkys simsoni
Arkys simsoni är en spindelart som först beskrevs av Simon 1893.  Arkys simsoni ingår i släktet Arkys och familjen hjulspindlar.
Artens utbredningsområde är Tasmanien. Inga underarter finns listade i Catalogue of Life.